# Lomechusoides wellenii
Lomechusoides wellenii är en skalbaggsart som först beskrevs av Mary E. Palm 1949.  Lomechusoides wellenii ingår i släktet Lomechusoides, och familjen kortvingar. Arten är reproducerande i Sverige.